# Ingeniero Pablo Nogués
Ingeniero Pablo Nogués (o Pablo Nogués) es una ciudad del partido de Malvinas Argentinas, provincia de Buenos Aires, Argentina, en el centro-norte del Gran Buenos Aires, a 39 km de la ciudad de Buenos Aires. Por Ley Provincial 15212, el 9 de diciembre de 2020 fue declarada ciudad.
El ingeniero Pablo Nogués fue administrador de los Ferrocarriles del Estado, y en reconocimiento a su labor al frente de dicho organismo se le dio su nombre a esta localidad.

## Población
Cuenta con 42 475 habitantes (Indec, 2010), siendo la 5° localidad más poblada del partido. Y su Barrio Los Olivos como el más densamente poblado y relevante. 
Antes, la Estación de FF.CC. se llamaba "Apeadero KM 34" y luego pasó a denominarse Estación Pablo Nogués.

## Parroquias de la Iglesia católica en Ingeniero Pablo Nogués
| Diócesis   | San Miguel en Argentina                                                          |
| ---------- | -------------------------------------------------------------------------------- |
| Parroquias | María Madre de la Iglesia, Nuestra Señora de la Salette, Nuestra Señora de Itatí |